# Anisocentropus diana
Anisocentropus diana is een schietmot uit de familie Calamoceratidae. De soort komt voor in het Oriëntaals gebied.